# Alice Connor
Alice Connor (* 2. August 1990 in Buckinghamshire, England) ist eine britische Schauspielerin.

## Werdegang
Alice Connor machte 2001 in Ritter aus Leidenschaft in einer kleinen Rolle ihr Kinodebüt. In den 2000er-Jahren spielte sie als Jugendliche in zahlreichen anderen Filmproduktionen mit, international am bekanntesten wohl 2006 in Herr der Diebe. Außerdem war sie in den Fernsehfilmen Crime and Punishment und Tattoo Mum – Eine magische Mutter zu sehen und spielte Hauptrollen in den Serien The New Worst Witch und My Spy Family. Darüber hinaus war sie am englischen Theater aktiv und spielte beispielsweise in Les Misérables mit.
Connor blieb auch im Erwachsenenalter der Schauspielerei verbunden, wenngleich sie mittlerweile in deutlich weniger Produktionen auftritt. Sie schloss ein Psychologiestudium ab und ist heute künstlerische Leiterin bei The Theatre Shed, einem inklusiven Theaterprojekt (Stand: Mai 2021).

## Filmografie (Auswahl)
- 1998: Rosamunde Pilcher: Heimkehr (Coming Home; Fernseh-Miniserie)
- 2001: Ritter aus Leidenschaft (A Knight's Tale)
- 2002: Crime and Punishment (Fernsehfilm)
- 2003–2005: UGetMe (Fernsehserie, 21 Folgen)
- 2003: Tattoo Mum – Eine magische Mutter (The Illustrated Mum, Fernsehfilm)
- 2004: Fungus the Bogeyman (Fernseh-Miniserie)
- 2005–2007: The New Worst Witch(Fernsehserie, 25 Folgen)
- 2006: Herr der Diebe (The Thief Lord)
- 2007–2010: My Spy Family (Fernsehserie, 38 Folgen)
- 2008: Alien Love Triangle (Kurzfilm)
- 2017: Call the Midwife – Ruf des Lebens (Call the Midwife; Fernsehserie, Folge: Staffel 6 Episode 3)
- 2018: The First Time (Kurzfilm)